# Rhopalosilpha wasmanni
Rhopalosilpha wasmanni is een keversoort uit de familie spektorren (Dermestidae). De wetenschappelijke naam van de soort werd in 1929 gepubliceerd door Gilbert John Arrow.